# Vernou-sur-Brenne
Pour les articles homonymes, voir Vernou.
Vernou-sur-Brenne est une commune française située dans le département d'Indre-et-Loire, en région Centre-Val de Loire. Elle fait partie du Canton de Vouvray.
Sa communauté de communes est Touraine Est Vallée.
Ses habitants sont appelés les Vernadiens et Vernadiennes.

## Géographie
| Monnaie |                              | Reugny         |
| Vouvray | Vernou-sur-Brenne            | Chançay Noizay |
|         | La Loire Montlouis-sur-Loire |                |

### Hydrographie

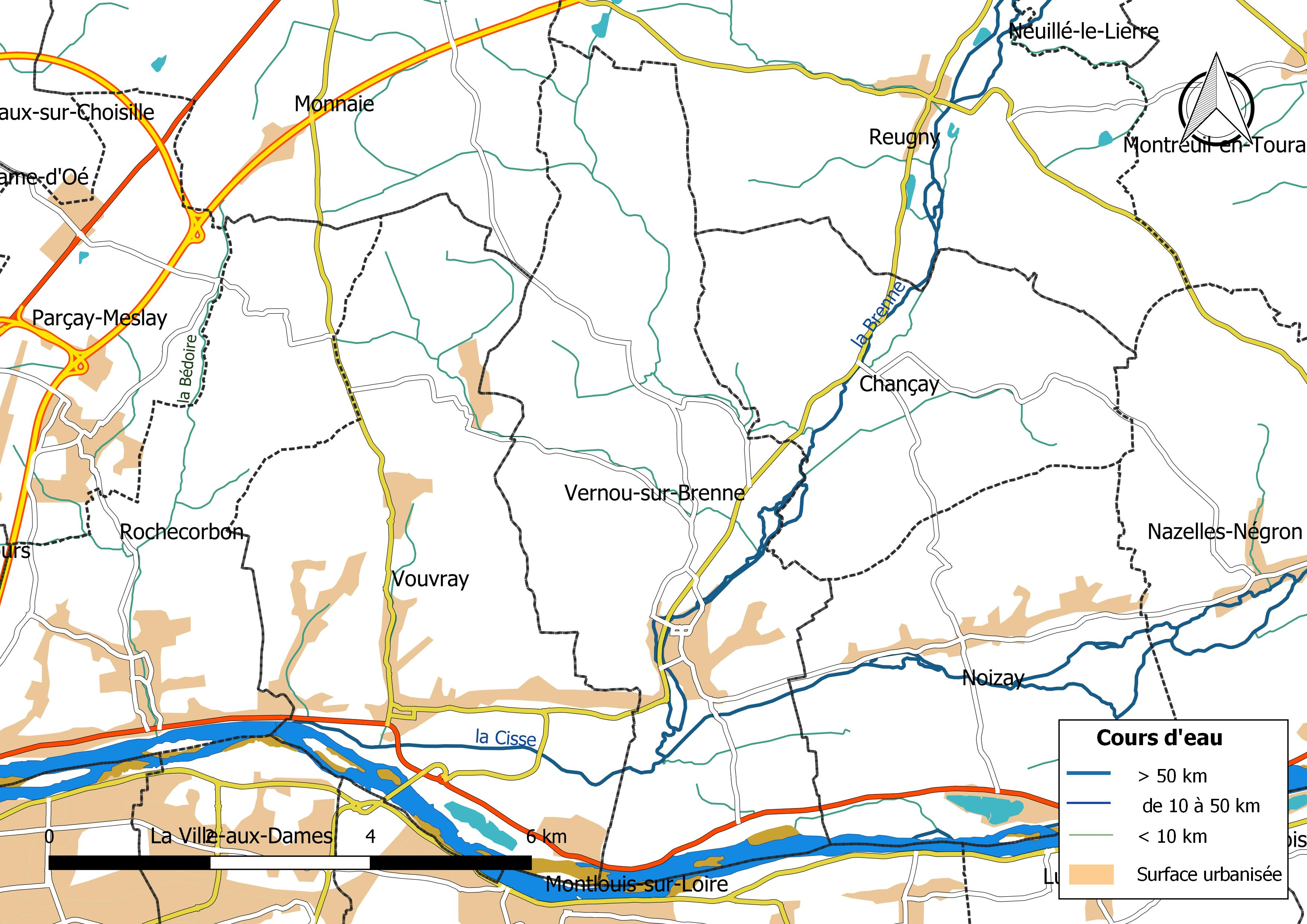
Réseau hydrographique de Vernou-sur-Brenne.

La commune est bordée par la Loire (2,254 km) sur son flanc sud et traversée d'est en ouest par la Cisse (2,492 km) qui coule parallèlement à la Loire. Le réseau hydrographique communal, d'une longueur totale de 32,74 km, comprend un autre cours d'eau notable, la Brenne (5,141 km), et dix petits cours d'eau pour certains temporaires,.
Le cours de la Loire s’insère dans une large vallée qu’elle a façonnée peu à peu depuis des milliers d’années. Elle traverse d'est en ouest le département d'Indre-et-Loire depuis Mosnes jusqu'à Candes-Saint-Martin, avec un cours large et lent. La Loire présente des fluctuations saisonnières de débit assez marquées. Sur le plan de la prévision des crues, la commune est située dans le tronçon de la Loire tourangelle, qui court entre la sortie de Nazelles-Négron et la confluence de la Vienne, dont la station hydrométrique de référence la plus proche est située à Tours [aval pont Mirabeau]. Le débit mensuel moyen (calculé sur 62 ans pour cette station) varie de 112 m3/s au mois d'août  à 622 m3/s au mois de février. Le débit instantané maximal observé sur cette station est de 3 050 m3/s et s'est produit le 9 décembre 2003, la hauteur maximale relevée a été de 5,78 m ce même jour,. La hauteur maximale historique a été atteinte le 3 juin 1856 avec une hauteur inconnue mais supérieure à 6,20 m.
Sur le plan piscicole, la Loire est également classée en deuxième catégorie piscicole.
La Cisse, d'une longueur totale de 87,7 km, prend sa source à Rhodon en Loir-et-Cher, et se jette dans la Loire à Vouvray, après avoir traversé 28 communes.
Ce cours d'eau est classé dans les listes 1 et 2 au titre de l'article L. 214-17 du code de l'environnement sur le Bassin Loire-Bretagne. Au titre de la liste 1, aucune autorisation ou concession ne peut être accordée pour la construction de nouveaux ouvrages s'ils constituent un obstacle à la continuité écologique et le renouvellement de la concession ou de l'autorisation des ouvrages existants est subordonné à des prescriptions permettant de maintenir le très bon état écologique des eaux. Au titre de la liste 2, tout ouvrage doit être géré, entretenu et équipé selon des règles définies par l'autorité administrative, en concertation avec le propriétaire ou, à défaut, l'exploitant,.
Sur le plan piscicole, la Cisse est classée en deuxième catégorie piscicole. Le groupe biologique dominant est constitué essentiellement de poissons blancs (cyprinidés) et de carnassiers (brochet, sandre et perche).
La Brenne, d'une longueur totale de 54,2 km, prend sa source à 127 mètres d'altitude près du lieu-dit Le Moulin à Vent sur la commune de Pray et se jette dans la Cisse sur le territoire communal, au sud du bourg, à 50 mètres d'altitude, après avoir traversé d'ouest en est 15 communes. La station hydrométrique de Villedômer [Bas Villaumay Amont] permet de caractériser les paramètres hydrométriques de la Brenne. Le débit mensuel moyen (calculé sur 51 ans pour cette station) varie de 0,39 m3/s au mois d'août à 2,83 m3/s au mois de février. Le débit instantané maximal observé sur cette station est de 72,6 m3/s le 14 mars 2001, la hauteur maximale relevée a été de 2,08 m ce même jour,.
Sur le plan piscicole, la Brenne est également classée en première catégorie piscicole
Deux zones humides ont été répertoriées sur la commune par la direction départementale des territoires (DDT) et le conseil départemental d'Indre-et-Loire : « la vallée de la Brenne de la Robinière à Vernou-sur-Brenne » et « la vallée de la Loire de Mosnes à Candes-Saint-Martin »,.

### Climat
Pour des articles plus généraux, voir Climat du Centre-Val de Loire et Climat d'Indre-et-Loire.
En 2010, le climat de la commune est de type climat océanique dégradé des plaines du Centre et du Nord, selon une étude du CNRS s'appuyant sur une série de données couvrant la période 1971-2000. En 2020, Météo-France publie une typologie des climats de la France métropolitaine dans laquelle la commune est exposée à un climat océanique altéré et est dans la région climatique  Moyenne vallée de la Loire, caractérisée par une bonne insolation (1 850 h/an) et un été peu pluvieux. 
Pour la période 1971-2000, la température annuelle moyenne est de 11,4 °C, avec une amplitude thermique annuelle de 14,8 °C. Le cumul annuel moyen de précipitations est de 737 mm, avec 10,5 jours de précipitations en janvier et 7 jours en juillet. Pour la période 1991-2020, la température moyenne annuelle observée sur la station météorologique de Météo-France la plus proche, « Tours - Parcay-Meslay », sur la commune de Parçay-Meslay à 8 km à vol d'oiseau, est de 12,2 °C et le cumul annuel moyen de précipitations est de 677,8 mm,. Pour l'avenir, les paramètres climatiques de la commune estimés pour 2050 selon différents scénarios d'émission de gaz à effet de serre sont consultables sur un site dédié publié par Météo-France en novembre 2022.

## Urbanisme

### Typologie
Au 1er janvier 2024, Vernou-sur-Brenne est catégorisée bourg rural, selon la nouvelle grille communale de densité à sept niveaux définie par l'Insee en 2022.
Elle appartient à l'unité urbaine de Tours, une agglomération intra-départementale regroupant 38  communes, dont elle est une commune de la banlieue,,. Par ailleurs la commune fait partie de l'aire d'attraction de Tours, dont elle est une commune de la couronne,. Cette aire, qui regroupe 162 communes, est catégorisée dans les aires de 200 000 à moins de 700 000 habitants,.

### Occupation des sols
L'occupation des sols de la commune, telle qu'elle ressort de la base de données européenne d’occupation biophysique des sols Corine Land Cover (CLC), est marquée par l'importance des territoires agricoles (81,2 % en 2018), une proportion sensiblement équivalente à celle de 1990 (81,7 %). La répartition détaillée en 2018 est la suivante : 
terres arables (30,7 %), cultures permanentes (20,7 %), zones agricoles hétérogènes (20 %), forêts (10 %), prairies (9,8 %), zones urbanisées (4,2 %), eaux continentales (2,1 %), milieux à végétation arbustive et/ou herbacée (1,3 %), espaces ouverts, sans ou avec peu de végétation (1,2 %). L'évolution de l’occupation des sols de la commune et de ses infrastructures peut être observée sur les différentes représentations cartographiques du territoire : la carte de Cassini (XVIIIe siècle), la carte d'état-major (1820-1866) et les cartes ou photos aériennes de l'IGN pour la période actuelle (1950 à aujourd'hui).

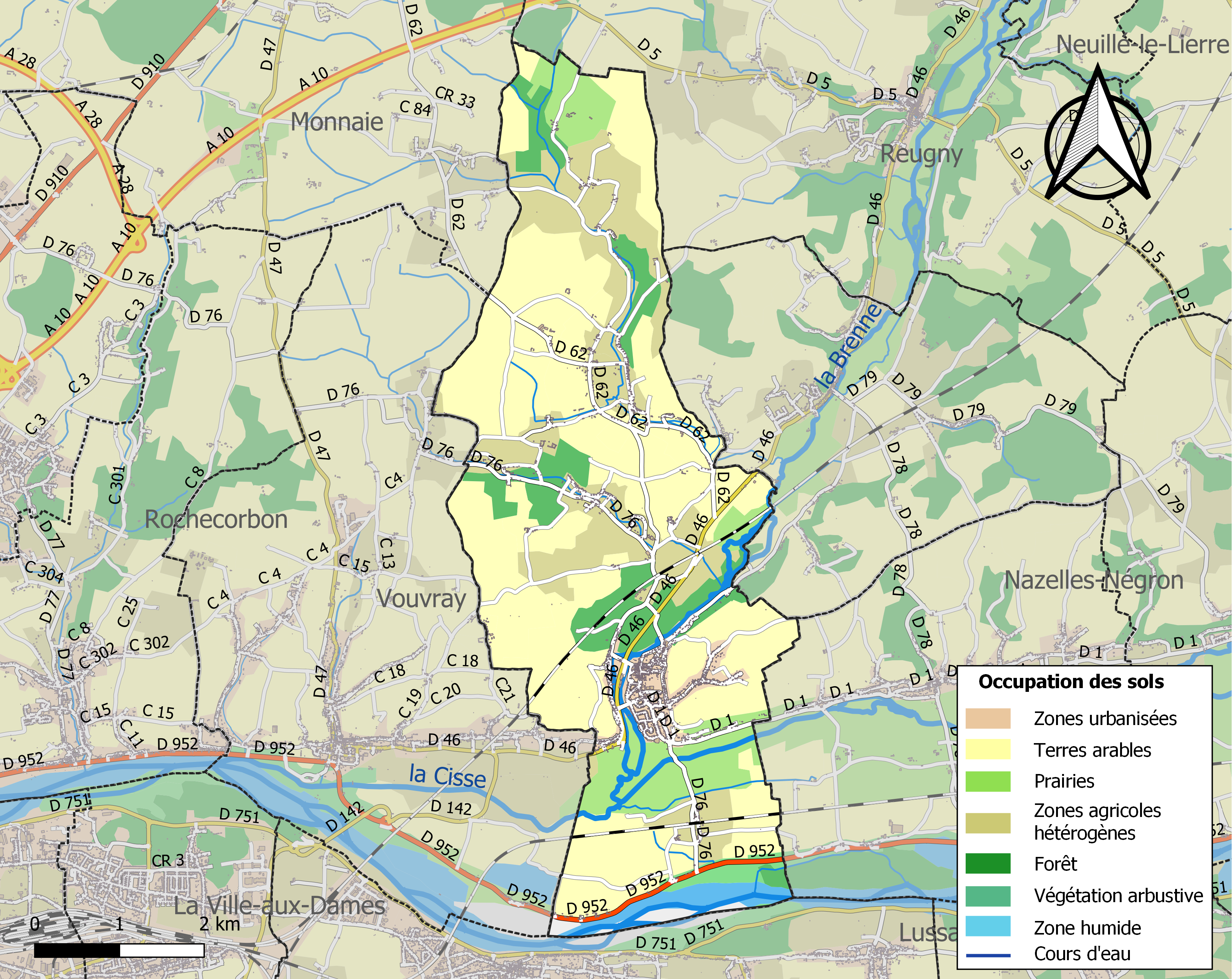
Carte des infrastructures et de l'occupation des sols de la commune en 2018 (CLC).

### Voies de communication
La commune est traversée par la LGV Atlantique qui passe dans le tunnel de Vouvray.

### Risques majeurs
Le territoire de la commune de Vernou-sur-Brenne est vulnérable à différents aléas naturels : météorologiques (tempête, orage, neige, grand froid, canicule ou sécheresse), inondations, mouvements de terrains et séisme (sismicité très faible). Un site publié par le BRGM permet d'évaluer simplement et rapidement les risques d'un bien localisé soit par son adresse soit par le numéro de sa parcelle.
Certaines parties du territoire communal sont susceptibles d’être affectées par le risque d’inondation par débordement de cours d'eau, notamment la Cisse, la Loire et la Brenne. La commune a été reconnue en état de catastrophe naturelle au titre des dommages causés par les inondations et coulées de boue survenues en 1983, 1988, 1999, 2008, 2018 et 2021,.

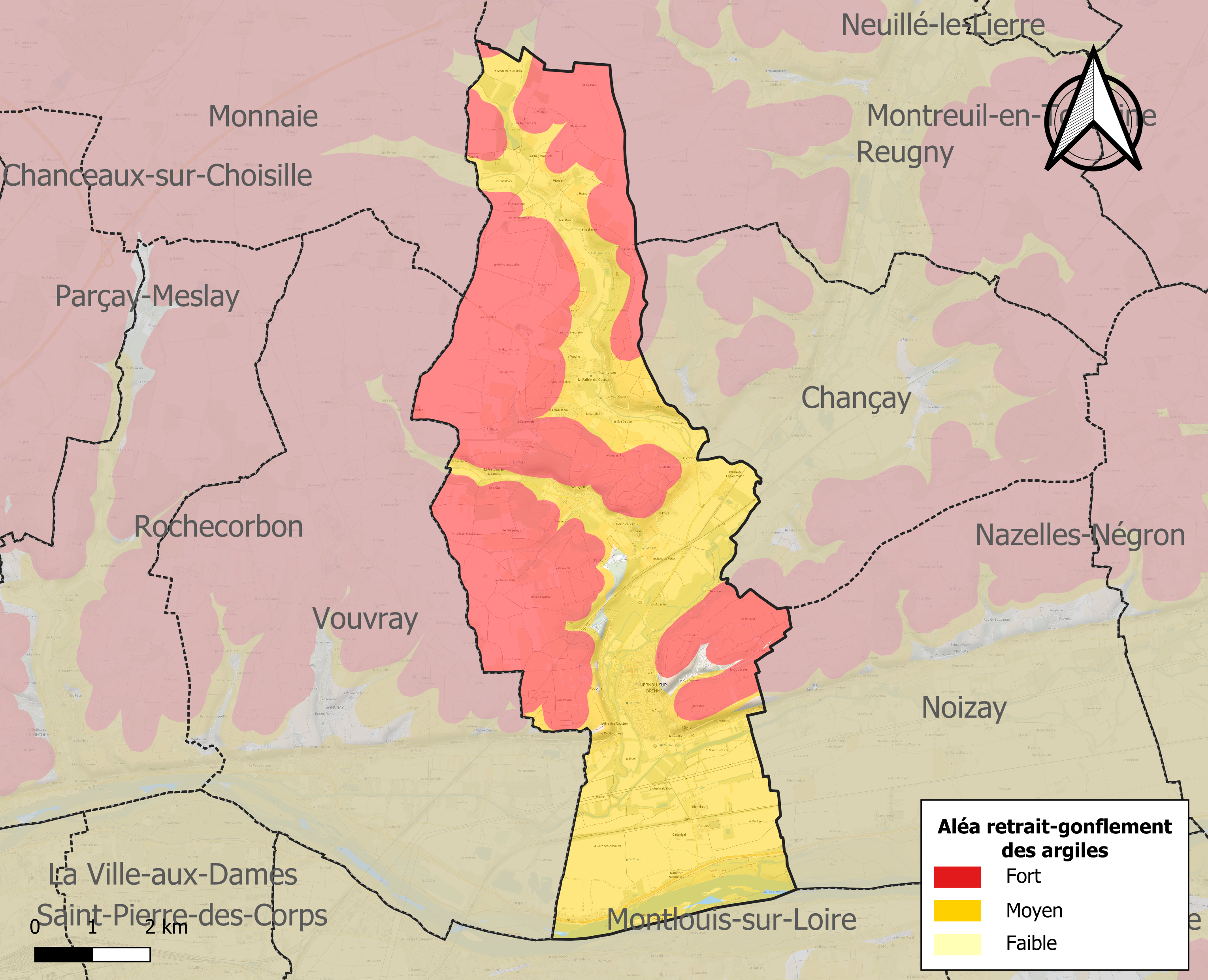
Carte des zones d'aléa retrait-gonflement des sols argileux de Vernou-sur-Brenne.

La commune est vulnérable au risque de mouvements de terrains constitué principalement du retrait-gonflement des sols argileux. Cet aléa est susceptible d'engendrer des dommages importants aux bâtiments en cas d’alternance de périodes de sécheresse et de pluie. 98,7 % de la superficie communale est en aléa moyen ou fort (90,2 % au niveau départemental et 48,5 % au niveau national). Sur les 1 232 bâtiments dénombrés sur la commune en 2019, 1169 sont en aléa moyen ou fort, soit 95 %, à comparer aux 91 % au niveau départemental et 54 % au niveau national. Une cartographie de l'exposition du territoire national au retrait gonflement des sols argileux est disponible sur le site du BRGM,.
Concernant les mouvements de terrains, la commune a été reconnue en état de catastrophe naturelle au titre des dommages causés par la sécheresse en 1990 et par des mouvements de terrain en 1983, 1985, 1995, 1999, 2001 et 2008.

## Histoire
Vernou existait déjà en 494 sous le nom de Vernadum. L'église de Vernou-sur-Brenne fut fondée au VIe siècle par saint Perpet.
Du XVe au XVIIe siècle inclus, le village s’est appelé Vernou l’Archevêque. Depuis le XIIe siècle, la baronnie de Vernou relevait des archevêques de Tours qui venaient y séjourner. Ses barons, membres du Haut-clergé donc, y eurent droit de haute, moyenne et basse justice jusqu’à la Révolution.
Dans un ouvrage ancien, on trouve cette intéressante description : « Vernou, canton de Vouvray, arrondissement de Tours, joli village, sur la Brême, dont le nom latin est Vernorum. Le département n'a pas de plus belle commune ; on y remarque de magnifiques habitations ornées de jardins délicieux, et surtout le beau parc de M. le baron Bacot de Romand, des vignes qui produisent de bons vins, et des gorges qui en font un pays aussi riche que pittoresque. Saint Perpet fit construire l'église en 494. Vernou avait le titre de baronnie. C'est la patrie de Houdan Deslandes, auteur du poème de la nature sauvage et pittoresque et de l’Histoire du dernier siège de Gibraltar. Les archevêques de Tours avaient une maison de plaisance à Vernou, dont ils étaient les seigneurs temporels depuis 1119.
Jusqu'en novembre 1998, on remarquait auprès de l'église de Vernou trois ormes séculaires qui, suivant une ancienne tradition, ont été plantés par l'ordre de Sully : le tronc de l'un d'eux avait tellement été creusé par les ans, qu'il était assez spacieux pour y contenir plusieurs personnes ».

### Héraldique
| Blason de Vernou-sur-Brenne | Les armes de Vernou-sur-Brenne se blasonnent ainsi : Tranché d'azur et d'or à la grappe de raisin de deux vrilles de l'un en l'autre, au franc-canton de gueules chargé d'une croix pattée d'argent. |

## Politique et administration

### Tendances politiques et résultats
| Scrutin             | Scrutin             | 1er tour | 1er tour | 1er tour | 1er tour | 1er tour  | 1er tour | 1er tour | 1er tour | 1er tour | 1er tour | 1er tour | 1er tour | 2d tour | 2d tour | 2d tour | 2d tour | 2d tour | 2d tour |
| Scrutin             | Scrutin             | 1er      | 1er      | %        | 2e       | 2e        | %        | 3e       | 3e       | %        | 4e       | 4e       | %        | 1er     | 1er     | %       | 2e      | 2e      | %       |
| ------------------- | ------------------- | -------- | -------- | -------- | -------- | --------- | -------- | -------- | -------- | -------- | -------- | -------- | -------- | ------- | ------- | ------- | ------- | ------- | ------- |
| Présidentielle 2017 | Présidentielle 2017 |          | LR       | 24,67    |          | EM        | 22,68    |          | FN       | 21,72    |          | LFI      | 16,91    |         | EM      | 66,50   |         | FN      | 33,50   |
| Présidentielle 2022 | Présidentielle 2022 |          | LREM     | 33,12    |          | RN        | 21,40    |          | LFI      | 18,01    |          | REC      | 6,48     |         | LREM    | 63,44   |         | RN      | 36,56   |
| Législatives 2022   | 2e                  |          | RE-Ens   | 37,37    |          | LFI-Nupes | 27,15    |          | RN       | 18,13    |          | LR       | 6,87     |         | RE      | 57,41   |         | LFI     | 42,59   |
| Législatives 2024   | 2e                  |          | RE-Ens   | 36,30    |          | RN        | 32,23    |          | LFI-NFP  | 22,89    |          | LR       | 6,55     |         | RE      | 63,67   |         | RN      | 36,33   |

### Liste des maires
| Période                                  | Période                  | Identité         | Étiquette | Qualité           |
| ---------------------------------------- | ------------------------ | ---------------- | --------- | ----------------- |
| mars 1977                                | février 1989             | René Sauger      |           |                   |
| mars 2001                                | 1er janvier 2005 (décès) | Claude Boutillon |           |                   |
| mars 2006                                | février 2007             | Annick Duprey    |           |                   |
| mars 2008                                | mai 2020                 | Jean Hurel       |           | Retraité          |
| mai 2020                                 | En cours                 | Pascale Devallée | LR        | Chef d'entreprise |
| Les données manquantes sont à compléter. |                          |                  |           |                   |

## Population et société

### Démographie
L'évolution du nombre d'habitants est connue à travers les recensements de la population effectués dans la commune depuis 1793. Pour les communes de moins de 10 000 habitants, une enquête de recensement portant sur toute la population est réalisée tous les cinq ans, les populations de référence des années intermédiaires étant quant à elles estimées par interpolation ou extrapolation. Pour la commune, le premier recensement exhaustif entrant dans le cadre du nouveau dispositif a été réalisé en 2006.

En 2022, la commune comptait 2 871 habitants, en évolution de +6,14 % par rapport à 2016 (Indre-et-Loire : +1,67 %, France hors Mayotte : +2,11 %).
| 1793  | 1800  | 1806  | 1821  | 1831  | 1836  | 1841  | 1846  | 1851  |
| ----- | ----- | ----- | ----- | ----- | ----- | ----- | ----- | ----- |
| 1 500 | 1 518 | 1 547 | 1 668 | 1 760 | 1 828 | 1 890 | 1 953 | 1 847 |

| 1856  | 1861  | 1866  | 1872  | 1876  | 1881  | 1886  | 1891  | 1896  |
| ----- | ----- | ----- | ----- | ----- | ----- | ----- | ----- | ----- |
| 1 776 | 1 837 | 1 932 | 1 918 | 1 873 | 1 862 | 1 927 | 1 975 | 1 848 |

| 1901  | 1906  | 1911  | 1921  | 1926  | 1931  | 1936  | 1946  | 1954  |
| ----- | ----- | ----- | ----- | ----- | ----- | ----- | ----- | ----- |
| 1 866 | 1 907 | 1 785 | 1 682 | 1 684 | 1 571 | 1 531 | 1 789 | 1 962 |

| 1962  | 1968  | 1975  | 1982  | 1990  | 1999  | 2006  | 2011  | 2016  |
| ----- | ----- | ----- | ----- | ----- | ----- | ----- | ----- | ----- |
| 1 822 | 2 000 | 1 992 | 2 050 | 2 197 | 2 452 | 2 711 | 2 641 | 2 705 |

| 2021  | 2022  | - | - | - | - | - | - | - |
| ----- | ----- | - | - | - | - | - | - | - |
| 2 820 | 2 871 | - | - | - | - | - | - | - |

### Enseignement
Vernou-sur-Brenne se situe dans l'Académie d'Orléans-Tours (Zone B) et dans la circonscription de Saint-Pierre-des-Corps.
Les écoles maternelle et élémentaire Lecotté accueillent les élèves de la commune.

## Lieux et monuments
- L'édifice gallo-romain de Vernou-sur-Brenne.
- L'église de la Sainte-Trinité.
- Le château de Jallanges.
- Le château de l'Hôtel-Noble, propriété notamment des familles Gaudin, Bohier, Babou, Bacot puis Lefebvre.
- Le manoir du Bas-Cousse
- Le manoir du Clos de Pouvray
- « Les Madères », propriété de la famille Debré, où était installé l'atelier du peintre Olivier Debré.

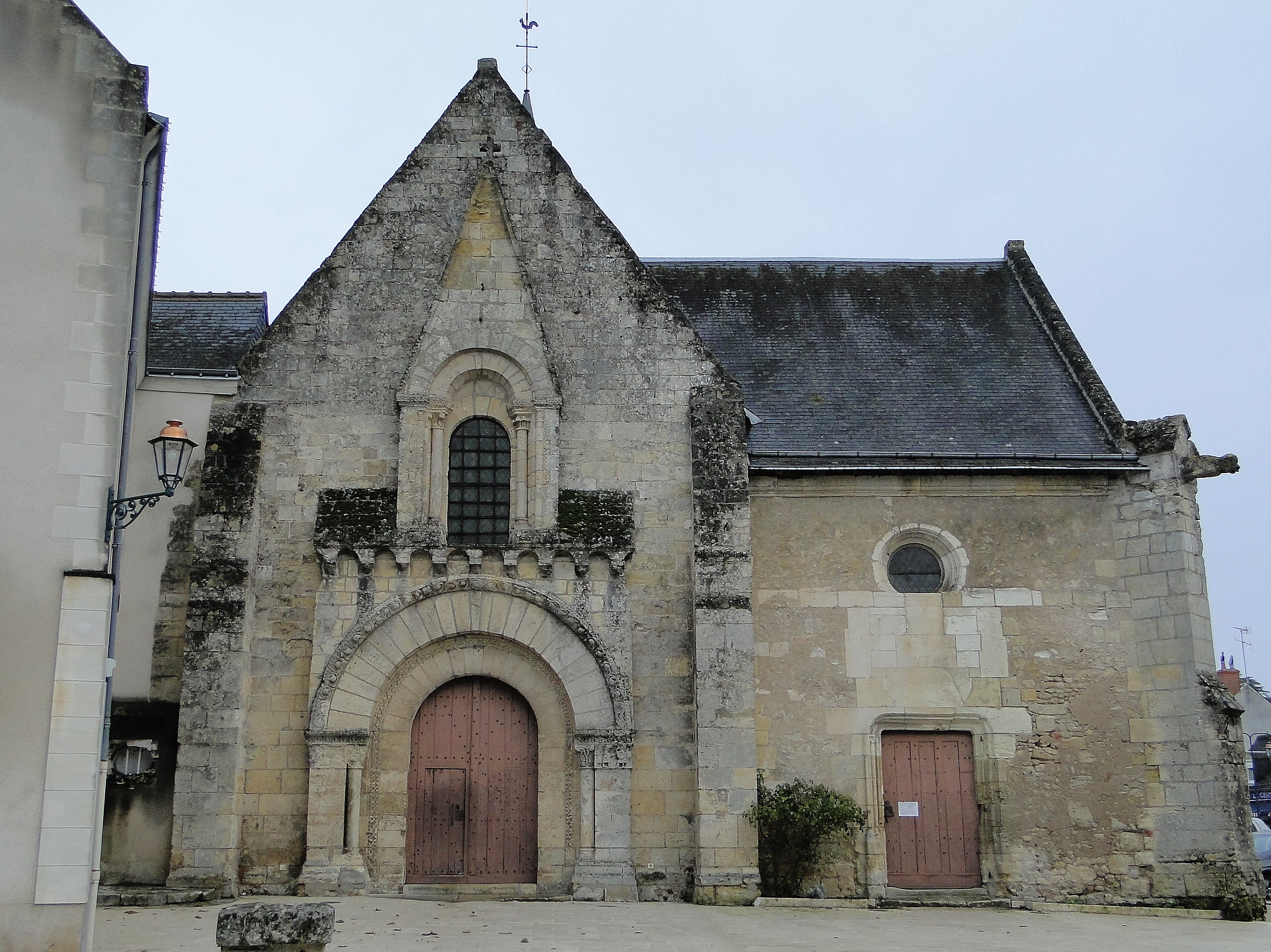
Église de la Sainte-Trinité.
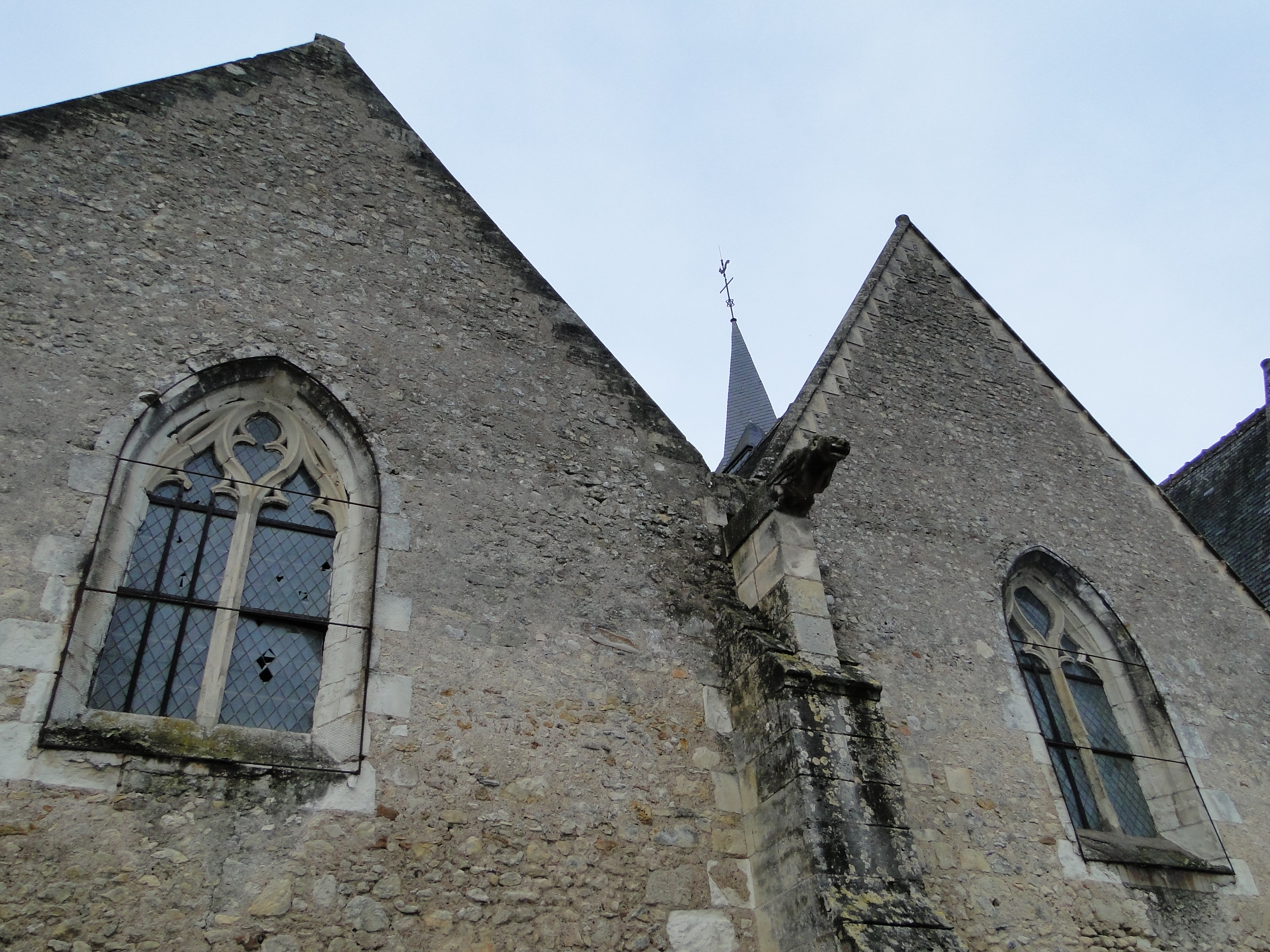
Église de la Sainte-Trinité.
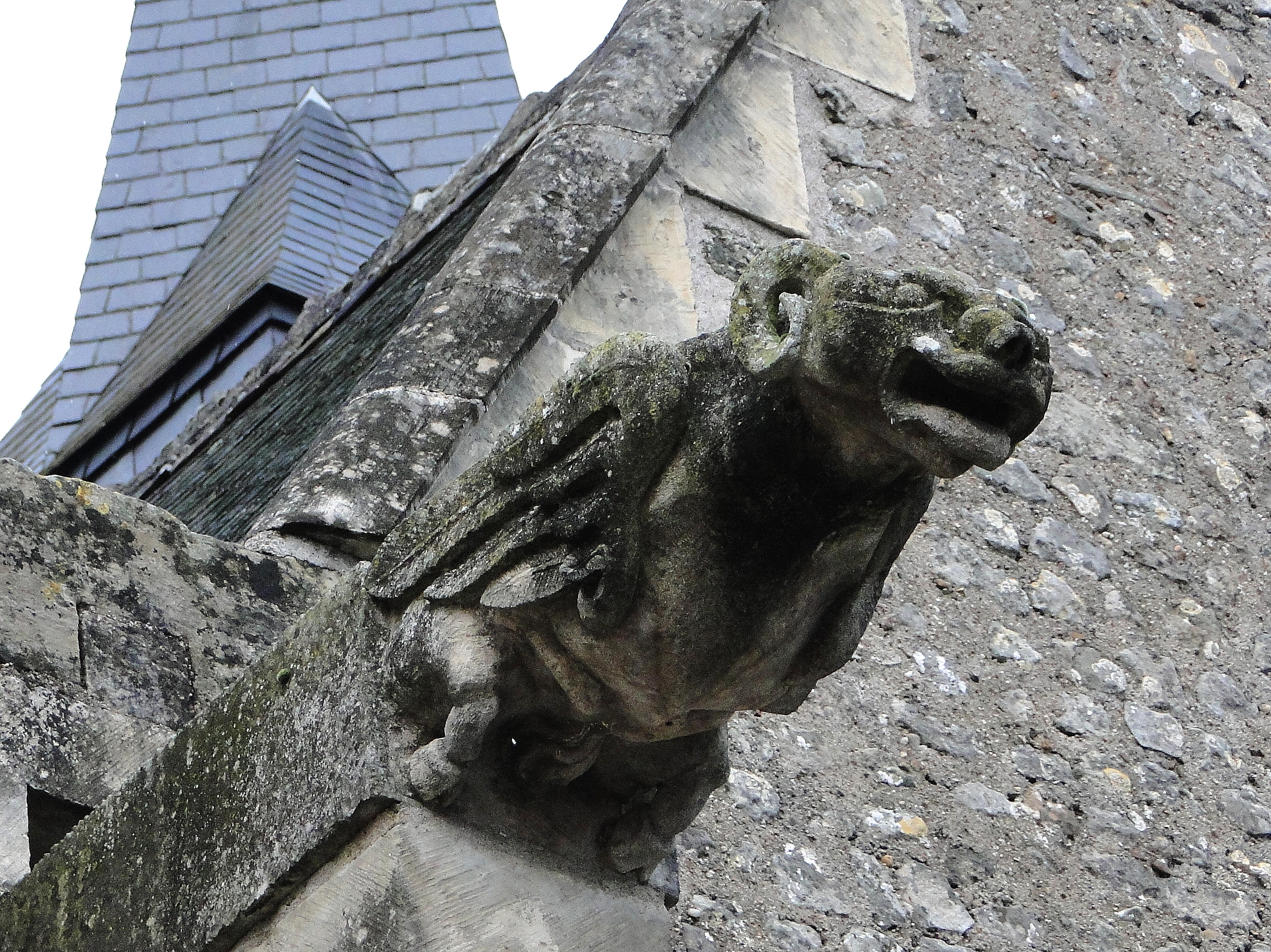
Gargouille.
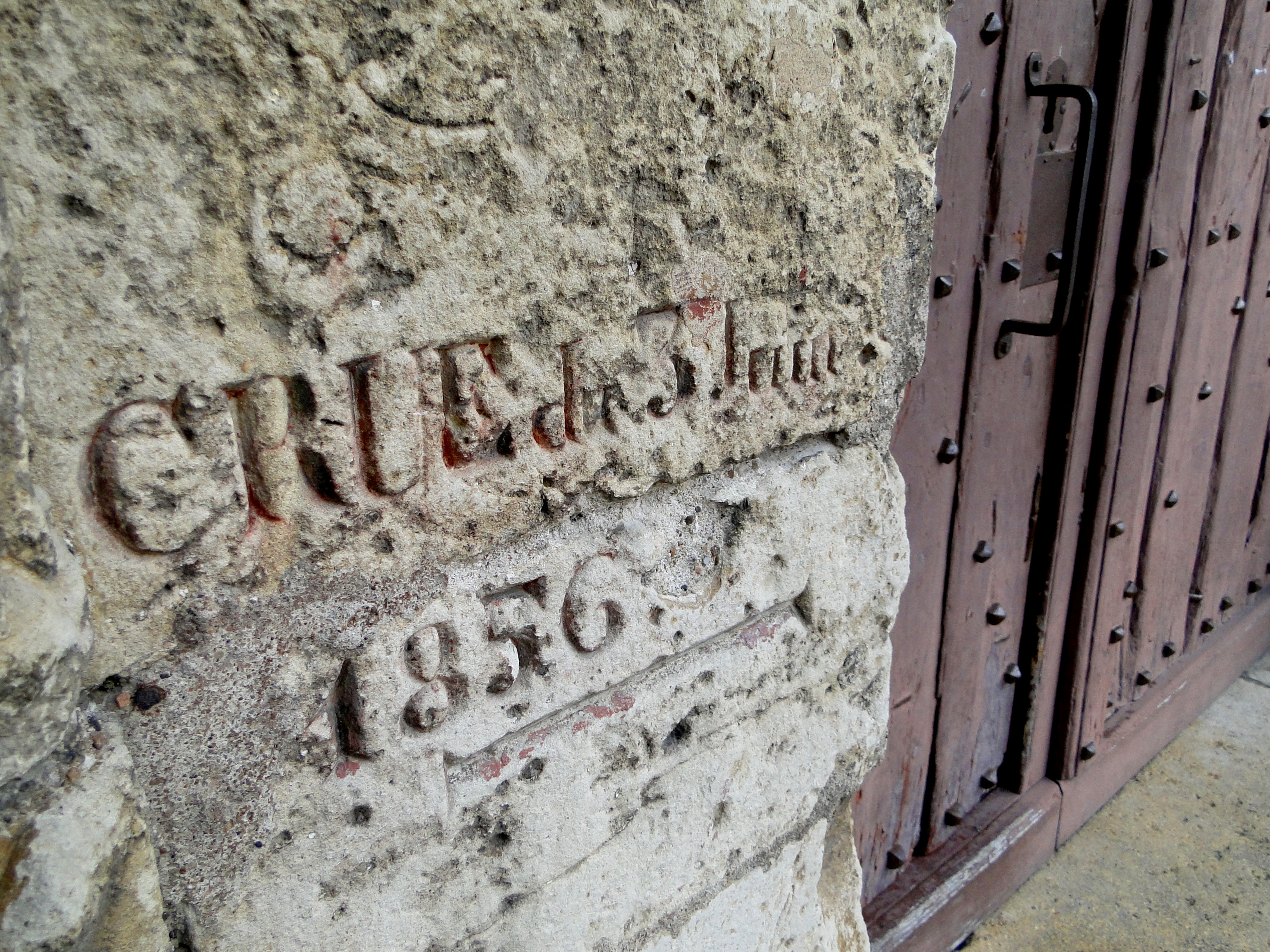
Marque de la crue de 1856 sur le mur de l'église.

## Personnalités liées à la commune
- Jenny Clève, actrice, y vécut durant la Seconde Guerre mondiale.
- Robert Debré (1882-1978), professeur de médecine, enterré à Vernou-sur-Brenne.
- Jean Marie Noël Delisle de Falcon de Saint-Geniès (1776-1836), ancien des campagnes d'Italie et d'Égypte, officier de cavalerie sous le Consulat et l'Empire, dont le nom est gravé sur l'Arc de Triomphe ; mort dans la commune.
- Étienne-Jean Georget, pionnier de la psychiatrie légale, né dans la commune en 1795.
- Houdan Deslandes (1754-1807), militaire, écrivain, poète.
- Guy Ignolin, coureur cycliste professionnel, né dans la commune le 14 novembre 1936.
- Le sculpteur Marcel Loyau (1895-1936) qui passa son enfance dans la commune y a réalisé le monument aux morts.